# Estação Ferroviária de Porto de Sines
A Estação Ferroviária de Porto de Sines, também conhecida como Estação do Porto de Sines, é uma estação satélite da Linha de Sines, que se situa no Concelho de Sines, em Portugal.

## Descrição

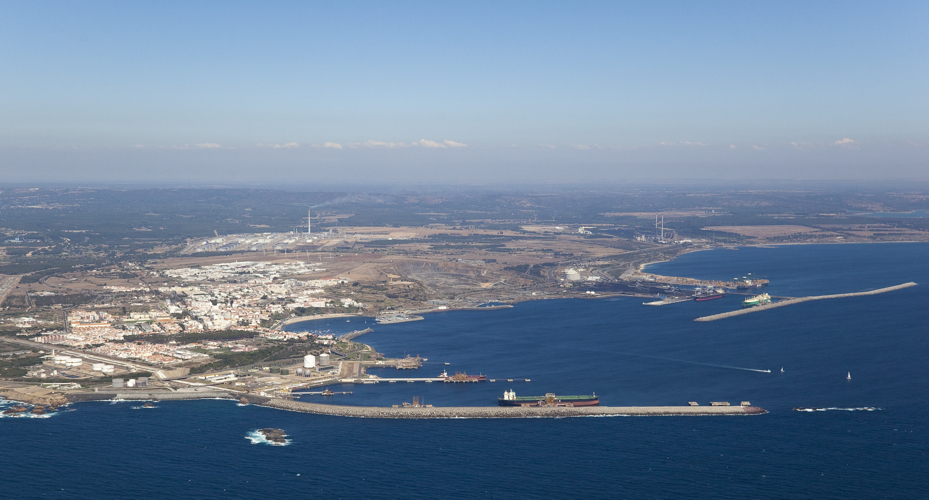
Vista geral do Porto de Sines.

### Vias e plataformas
Em Janeiro de 2011, apresentava 5 vias de circulação, com 52 a 668 metros de comprimento, não contando com quaisquer plataformas.